# Adorjáni Zoltán
Adorjáni Zoltán, írói álnevein: Kisadorjáni Zsolt, Urbanus (Héjjasfalva, 1880. október 10. – Ákosfalva, 1935. július 28.) tanító, író, költő.

## Életútja
1902 és 1917 közt mint kántortanító működött Erdélyben, mint ákosfalvi tanító 1923-tól 1924-ig a Tanügyi Szemle című lapot szerkesztette. Novelláit, verseit erdélyi lapok közölték.

## Önállóan megjelent művei
- Az első lépés (költemények, Marosvásárhely, 1909, a Magyar irodalmi lexikon 1963-as kiadása helytelenül Versek cím alatt említi)
- Temetési énekek (költemények, Marosvásárhely, 1914; második kiadás: 1923).